# Sandford Orcas
Sandford Orcas è un villaggio e parrocchia civile dell'Inghilterra, appartenente alla contea del Dorset.